# IC 1746
IC 1746 ist eine linsenförmige Galaxie vom Hubble-Typ S0 im Sternbild Fische auf der Ekliptik. Sie ist schätzungsweise 235 Millionen Lichtjahre von der Milchstraße entfernt und hat einen Durchmesser von etwa 95.000 Lichtjahren. 

Im selben Himmelsareal befinden sich u. a. die Galaxien NGC 718, IC 174, IC 1750, IC 1754.
Das Objekt wurde am 21. Dezember 1897 vom französischen Astronomen Stéphane Javelle entdeckt.